# Туррет-Леванс
Турре́т-Лева́нс (фр. Tourrette-Levens) — коммуна на юго-востоке Франции в регионе Прованс — Альпы — Лазурный берег, департамент Приморские Альпы, округ Ницца, административный центр кантона Туррет-Леванс. До марта 2015 года коммуна административно входила в состав упразднённого кантона Левенс (округ Ницца).
Площадь коммуны — 16,5 км², население — 4639 человек (2006) с тенденцией к росту: 4786 человек (2012), плотность населения — 290,1 чел/км².

## Население
Население коммуны в 2011 году составляло — 4731 человек, а в 2012 году — 4786 человек.
| 1962 | 1968 | 1975 | 1982 | 1990 | 1999 | 2006 | 2011 | 2012 |
| ---- | ---- | ---- | ---- | ---- | ---- | ---- | ---- | ---- |
| 2035 | 2650 | 2644 | 3004 | 3412 | 4116 | 4639 | 4731 | 4786 |

Динамика численности населения:

## Экономика
В 2010 году из 3010 человек трудоспособного возраста (от 15 до 64 лет) 2238 были экономически активными, 772 — неактивными (показатель активности 74,4 %, в 1999 году — 70,1 %). Из 2238 активных трудоспособных жителей работали 2101 человек (1059 мужчин и 1042 женщины), 137 числились безработными (70 мужчин и 67 женщин). Среди 772 трудоспособных неактивных граждан 305 были учениками либо студентами, 235 — пенсионерами, а ещё 232 — были неактивны в силу других причин.
На протяжении 2010 года в коммуне числилось 1704 облагаемых налогом домохозяйства, в которых проживало 4543,5 человека. При этом медиана доходов составила 21 тысяча 184 евро на одного налогоплательщика.

## Достопримечательности (фотогалерея)
- Церковь